# PigWIN
PigWIN是一个模块化的猪场管理软件，用户可以根据需要单独购买相应的模块或直接购买整个套装。

## 模块列表
- PigLITTER - 种猪群管理
- PigGAIN - 肥育猪及销售管理
- PigPAD - 数据输入及查询
- PigHERD - 数据提取及分析
- PigMAIN - 授权及安装
- PigBATCH - 批量数据录入
- PigRANK - 场间对比

## 应用情况
Pigwin曾由中国农业部饲料工业中心汉化在全国推广，并在中国大型种猪企业广泛应用。